# Zeng Jinyan
Zeng Jinyan (cinese: 曾金燕; 9 ottobre 1983) è un'attivista dei diritti umani cinese, moglie dell'attivista Hu Jia.

## Biografia
Zeng Jinyan è diventata famosa per un blog creato dopo il primo arresto del marito ad opera della polizia segreta cinese nel mese di agosto del 2006. La donna ha infatti raccontato sul web tutto ciò che succedeva e tutti i particolari della sua vita sotto una sorveglianza costante e sotto pressione della polizia.
Zeng Jinyan e Hu Ja hanno registrato un documentario di 31 minuti intitolato Prigionieri della Città delle Libertà (Prisoners of Freedom City) in cui si raccontano i sette mesi di arresti domiciliari dall'agosto del 2006 al marzo 2007. Due mesi dopo il 18 marzo 2007 la coppia è stata nuovamente messa agli arresti domiciliari per attentato alla sicurezza dello Stato. Dal 27 dicembre scorso Zeng Jinyan e la figlia di 5 mesi sono nuovamente agli arresti domiciliari nel quartiere di Pechino chiamato la "Città della Libertà ", ed esattamente dal giorno in cui Hu Jia è stato prelevato dalla polizia per la seconda volta e portato via.
Zeng Jinyan è stata eletta dal Time come una delle cento personalità più influenti del 2007, e soprannominata "Tiananmen 2.0", per via del suo impegno in favore dei diritti umani e del suo blog.
Il 7 agosto 2008, un giorno prima dell'apertura dei Giochi olimpici, Zeng Jinyan e la sua figlioletta di pochi mesi sono scomparse nel nulla: una delle tesi più accreditate è che Zeng Jinyan e sua figlia siano state portate via per evitare che lei avesse qualche contatto con la stampa internazionale.